# Kodeks 0201
Kodeks 0201 (Gregory-Aland no. 0201) – grecki kodeks uncjalny Nowego Testamentu na pergaminie, paleograficznie datowany na V wiek. Do naszych czasów zachowały się dwie karty kodeksu. Przechowywany jest w Londynie.

## Opis
Do dziś zachowały się dwie karty kodeksu, z tekstem Pierwszego Listu do Koryntian 12:2-3,6-13; 14:20-29. Karty kodeksu mają rozmiar 15 na 15 cm.
Tekst pisany jest dwoma kolumnami na stronę, w 19 linijkach w kolumnie.

## Tekst
Fragment reprezentuje aleksandryjską tradycję tekstualną. Kurt Aland zaklasyfikował go do kategorii II.

## Historia
Na listę rękopisów Nowego Testamentu wciągnął go Ernst von Dobschütz w 1933 roku, oznaczając go przy pomocy siglum 0201.
INTF datuje rękopis na V wiek.
Rękopis przechowywany jest w British Library (Pap. 2040) w Londynie.